# 캔틸레버 (피겨스케이팅)

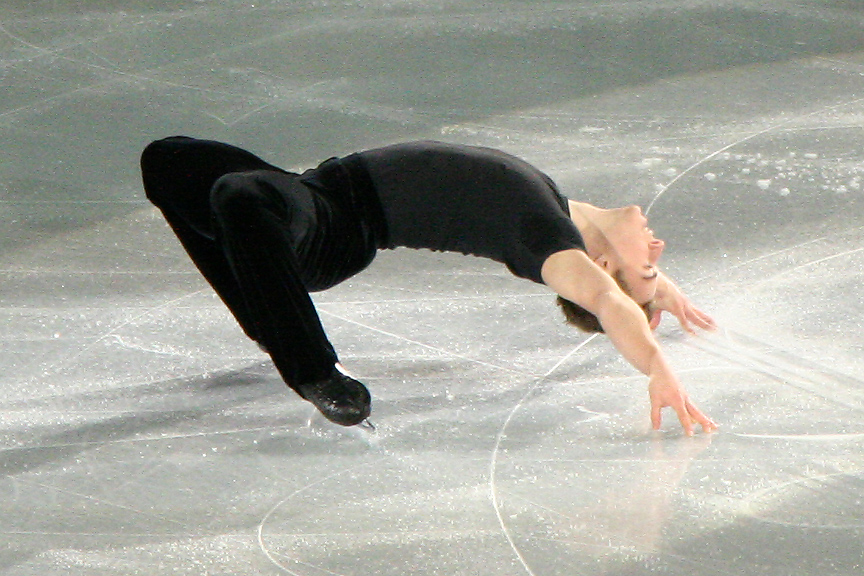

캔틸레버는 피겨 스케이팅 구성요소이다. 스프레드 이글과 유사하게, 스케이트 선수는 깊은 가장자리를 따라 이동한다.
그것은 베르너 그로에블리가 발명했다. 더 최근에는 그것이 일리아 클림킨의 시그너처 동작 중 하나가 되었다.

## 참조
- 피겨 스케이팅 용어 보관됨 2010-12-15 - 웨이백 머신